# Hydropsyche pallipennis
Hydropsyche pallipennis är en nattsländeart som beskrevs av Banks 1938. Hydropsyche pallipennis ingår i släktet Hydropsyche och familjen ryssjenattsländor. Inga underarter finns listade i Catalogue of Life.